# Ardusson
L'Ardusson est une rivière française du département de l'Aube, dans la région Grand-Est, affluent du fleuve la Seine en rive gauche.

## Géographie
La longueur de son cours d'eau est de 27,8 km.
Il prend sa source à Saint-Flavy et se jette dans la Seine à Nogent-sur-Seine.

### Communes et cantons traversés
Dans le seul département de l'Aube, l'Ardusson traverse les neuf communes suivantes, de l'amont vers l'aval, de Saint-Flavy (source), Marigny-le-Châtel, Ossey-les-Trois-Maisons, Saint-Martin-de-Bossenay, La Fosse-Corduan, Saint-Loup-de-Buffigny, Ferreux-Quincey, Saint-Aubin, Nogent-sur-Seine (confluence).
Soit en termes de cantons, l'Ardusson prend source dans le canton de Saint-Lyé, et conflue dans le canton de Nogent-sur-Seine, dans l'arrondissement de Nogent-sur-Seine.
En termes d'intercommunalité, l'Ardusson prend source, dans la seule communauté de communes de l'Orvin et de l'Ardusson, sise à Marigny-le-Châtel, et conflue communauté de communes du Nogentais.

### Toponymes
L'Ardusson a donné son hydronyme à la communauté de communes de l'Orvin et de l'Ardusson.

### Bassin versant
L'Ardusson traverse les trois zones hydrographiques « L'Ardusson de sa source au confluent de la Seine (exclu) », « La Seine du confluent de la Noxe (exclu) au confluent de l'Ardusson (exclu) », « La Seine du confluent de l'Ardusson (exclu) au confluent de la Noue des Nageoires (inclus) ». 

## Affluents
L'Ardusson a six affluents référencés qui sont :
- le ruisseau de Charmelin (rg), 5 km sur les deux communes de Avant-lès-Marcilly (source) et Saint-Aubin (confluence) avec un affluent et de rang de Strahler deux :
  - le Fossé 01 de la Pierre au Coq (rg), 2 km sur la seule commune Avant-lès-Marcilly sans affluent.
- Le ruisseau la Franconne (rd), 1,5 km à Ossey-les-Trois-Maisons sans affluent.
- Le ru Saint-Pierre (rg), 3,3 km qui prend naissance à Rigny-la-Nonneuse et rejoint l'Ardusson à Saint-Martin-de-Bossenay sans affluent.
- le Fossé 01 des Trous à Beaulieu (rg), 2 km sur la seule commune de Marigny-le-Châtel sans affluent.
- le Fossé 01 des Roises 1 km sur la seule commune de Marigny-le-Châtel sans affluent.
- le Fontaines (rg), 0,24 km sur les deux communes de Marigny-le-Châtel (source) et Saint-Flavy (confluence).

### Rang de Strahler
Donc l'Ardussion est de rang de Strahler trois par le ruisseau de Charmelin et le Fossé 01 de la Pierre au Coq.

## Hydrologie
L'Ardusson est une rivière peu abondante, comme la plupart des cours d'eau issus de la partie crayeuse de l'ancienne région de Champagne-Ardenne.

### L'Ardusson à Saint-Aubin
Son débit a été observé depuis le 29 juillet 1970 , à Saint-Aubin, localité du département de l'Aube située peu avant son confluent avec la Seine, à 71 m d'altitude. Le bassin versant de la rivière y est de 159 km2, soit la quasi-totalité de ce dernier.
Le module de la rivière à Saint-Aubin est de 0,656 m3/s.
L'Ardusson présente des fluctuations saisonnières de débit modérées et un profil typique des cours d'eau de Champagne crayeuse, avec des hautes eaux d'hiver-printemps portant le débit mensuel moyen à un niveau situé entre 0,814 et 1,14 m3/s, de janvier à mai inclus (avec un maximum en mars-avril), et des basses eaux de fin d'été-début d'automne, de juillet à novembre inclus, avec une baisse du débit moyen mensuel allant jusqu'aux environs de 0,229 m3/s au mois de septembre, ce qui reste appréciable pour une petite rivière à faible débit.
Ce profil s'explique par le fait qu'une grande partie de l'eau des précipitations hivernales s'infiltre dans le sol crayeux, faisant alors monter la nappe souterraine. En fin d'hiver la nappe a atteint son maximum et alimente abondamment la rivière. Ce faisant, le niveau de la nappe baisse et bientôt, en été, les sources se tarissent et le débit de la rivière diminue en attendant le prochain hiver.

### Étiage ou basses eaux
À l'étiage, le VCN3 peut chuter jusque 0,000 m3/s, en cas de période quinquennale sèche, et le cours d'eau tomber à sec, ce qui est très sévère et résulte de l'abaissement de la nappe souterraine, dont la rivière se nourrit en grande partie.

### Crues
Les crues sont fort peu importantes, une caractéristique partagée par les rivières voisines. Les QIX 2 et QIX 5 valent respectivement 1,6 et 2,4 m3/s. Le QIX 10 est de 2,9 m3/s, le QIX 20 de 3,4 m3/s, tandis que le QIX 50 monte à 4,1 m3/s.
Ces caractéristiques de débits de crue fort atténués sont comparables à celles de la Retourne, de la Suippe, ou de la Superbe, rivières bénéficiant de conditions climatiques et surtout pédologiques équivalentes.
Le débit journalier maximal a été de 4,05 m3/s le 13 janvier 1982. Le débit instantané maximal enregistré à Saint-Aubin durant cette période, a été de 4,05 m3/s le 12 janvier 1982,. En comparant cette valeur à l'échelle des QIX de la rivière, cette crue était équivalente à la crue cinquantennale calculée ou QIX 50, et donc plutôt exceptionnelle.

### Lame d'eau et débit spécifique
L'Ardusson n'est pas une rivière très abondante. La lame d'eau écoulée dans son bassin versant est de 130 millimètres annuellement  ce qui est fort inférieur à la moyenne d'ensemble de la France tous bassins confondus, et aussi à la moyenne du bassin de la Seine (plus ou moins 240 millimètres/an). Le débit spécifique (ou Qsp) de la rivière atteint 4,1 litres par seconde et par kilomètre carré de bassin.

## Reptiles et batraciens
Parmi les reptiles, l'orvet et la couleuvre à collier se rencontrent facilement le long de la vallée de l'Ardusson. Le lézard des murailles se rencontre localement dans les villages.
Chez les batraciens, le crapaud commun, la grenouille verte et le triton palmé déposent leurs pontes dans les eaux de la rivière. Mais des espèces plus rares, comme le pélodyte ponctué ou le crapaud accoucheur se rencontre localement en très petit nombre.
Néanmoins, les sécheresses des années 1990 puis des années 2006/2007 et les pollutions chroniques qui altèrent les eaux de la rivière, affectent cette faune fragile.

## Les oiseaux
De nombreuses espèces d'oiseaux fréquentent non seulement les berges de l'Ardusson mais aussi les villages, les bois et les champs qui bordent son cours.
Parmi eux citons le grèbe castagneux, le canard colvert, la poule d'eau, le bruant des roseaux, la bergeronnette des ruisseaux et la rousserolle effarvatte qui nichent au bords de l'eau. L'étang de La Chapelle-Godefroy (commune de Saint-Aubin) abrite le cygne tuberculé et attire le milan noir et la cigogne blanche qui construit son imposant nid à proximité.
En hiver, ce sont la mouette rieuse, le goéland argenté, le vanneau huppé et le pluvier doré qui animent la plaine. Parfois, un hibou des marais, un faucon pèlerin ou un faucon émerillon sèment la panique dans les bandes d'oiseaux.

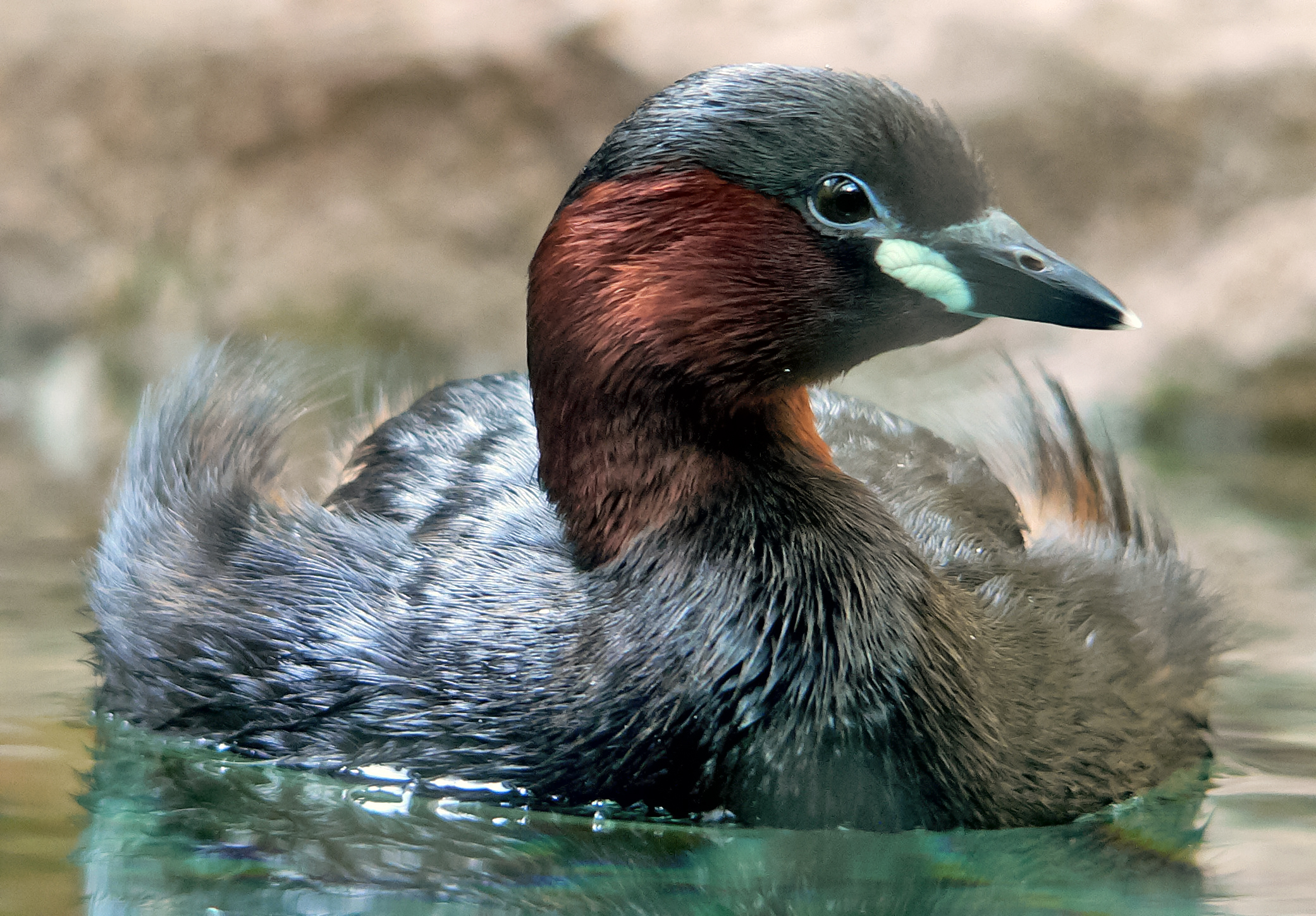
Grèbe castagneux.
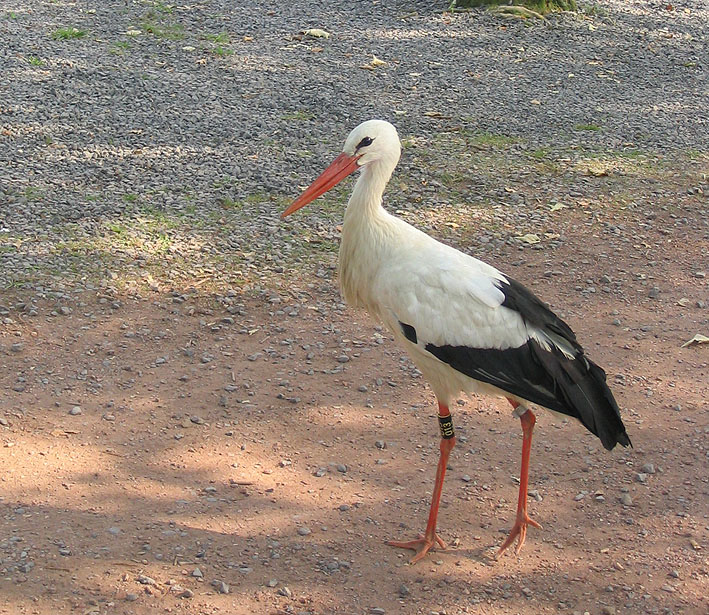
Cigogne blanche.
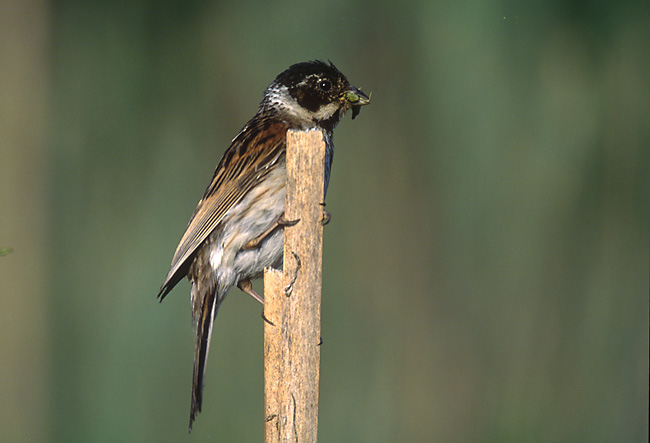
Bruant des roseaux.

Il est possible d'observer également la bergeronnette grise, la bergeronnette printanière, le bruant proyer, l'alouette des champs, la perdrix grise, la caille des blés, l'œdicnème criard, le busard cendré et le busard Saint-Martin dans les cultures durant l'été.
L'avifaune des bois et villages est moins significative. Toutefois, le Pic noir et la grive litorne se reproduisent dans les bois de peupliers qui bordent l'Ardusson. Le cochevis huppé est un hôte caractéristique des villages de la Champagne crayeuse. Le corbeau freux et le choucas des tours occupent aussi quelques colonies mais elles sont en fort déclin.

## Tourisme
- La voie romaine de Saint-Germain à Marigny-le-Châtel
- L'ancienne Abbaye de Ferreux-Quincey
- La ville de Nogent-sur-Seine